# Gerd Hornberger
Gerhard « Gerd » Hornberger  (né le 17 février 1910 à Waldfischbach-Burgalben et décédé le 13 septembre 1988 dans la même ville) est un athlète allemand spécialiste du sprint.

## Biographie

### Palmarès
| Date | Compétition           | Lieu   | Résultat | Épreuve    | Performance |
| ---- | --------------------- | ------ | -------- | ---------- | ----------- |
| 1934 | Championnats d'Europe | Turin  | 6e       | 100 mètres | 11 s 0      |
| 1934 | Championnats d'Europe | Turin  | 1er      | 4 × 100 m  | 41 s 0      |
| 1936 | Jeux olympiques d'été | Berlin | 3e       | 4 × 100 m  | 41 s 2      |
| 1938 | Championnats d'Europe | Paris  | 1er      | 4 × 100 m  | 40 s 9      |

### Records
| Épreuve    | Performance | Date |
| ---------- | ----------- | ---- |
| 100 mètres | 10 s 4      | 1934 |